# 完整群
微分几何中，一個微分流形上的联络的完整（又譯和樂），描述向量繞閉圈平行移动一週回到起點後，與原先相異的現象。平聯絡的和樂是一種單值性現象，其於全域有定義。曲聯絡的和樂則有非平凡的局域和全域特點。
流形上任意一種聯絡，都可由其平行移動映射給出相應的和樂。常見的和樂由具有特定對稱的聯絡給出，例如黎曼几何中列维-奇维塔联络的和樂（稱為黎曼和樂）。向量丛聯絡的和樂、嘉当联络的和樂，以及主丛聯絡的和樂。在該些例子中，聯絡的和樂可用一個李群描述，稱為和樂群。聯絡的和樂與其曲率密切相關，見安布羅斯-辛格定理。
對黎曼和樂的研究導致了若干重要的發現。其最早由Élie Cartan （1926）引入，以用於對稱空間的分類上。然而，很久以後，和樂群才用於更一般的黎曼幾何上。1952年， 乔治·德拉姆證明了德拉姆分解定理：若黎曼流形的切丛可分解成局域和樂群作用下不變的子空間，則該流形分解為黎曼流形的笛卡儿积。稍後，於1953年，馬塞爾·伯格 給出所有不可約和樂的分類。黎曼和樂的分解和分類適用於物理和弦論。

## 定义

### 向量叢聯絡的和樂
設 M 為光滑流形，E 為其上的 k 維向量丛，∇ 為 E 上的聯絡。給定 M 上一點 x 和以 x 為基點的分段光滑環圈 γ : [0,1] → M, 該聯絡定義了一個平行移动映射 Pγ : Ex → Ex. 該映射是可逆線性映射，因此是一般线性群 GL(Ex) 的元素。∇ 以 x 為基點的和樂群定義為
{\displaystyle \operatorname {Hol} _{x}(\nabla )=\{P_{\gamma }\in \mathrm {GL} (E_{x})\mid \gamma {\text{ 为 以}}\ \ x{\text{ 为 基 点 的 环 圈 }}\}.}
以 x 為基點的限制和樂群是由可縮環圈 γ 給出的子群{\displaystyle \operatorname {Hol} _{x}^{0}(\nabla )}.
若 M 連通，則不同基點 x 的和樂群 僅相差 GL(k, R) 的共軛作用。更具體說，若 γ 為 M 中由 x 到 y 的路徑，則
{\displaystyle \operatorname {Hol} _{y}(\nabla )=P_{\gamma }\operatorname {Hol} _{x}(\nabla )P_{\gamma }^{-1}.}
選取 Ex 的另一組基（即以另一種方式將 Ex 視為與 Rk 等同）同樣會使和樂群變成 GL(k, R) 中另一個共軛子群。非完全嚴格的討論中（下同），可將基點略去，但倘如此行，則和樂群僅在共軛意義下有良好定義。
和樂群的重要性質包括：
- {\displaystyle \operatorname {Hol} ^{0}(\nabla )} 是 GL(k, R) 的連通李子群。
- {\displaystyle \operatorname {Hol} ^{0}(\nabla )} 是 {\displaystyle \operatorname {Hol} (\nabla )} 的單位連通支（英语：identity component）。
- 存在自然的滿群同態 {\displaystyle \pi _{1}(M)\to \operatorname {Hol} (\nabla )/\operatorname {Hol} ^{0}(\nabla ),} 其中 {\displaystyle \pi _{1}(M)} 是 M 的基本群。該同態將同倫類 {\displaystyle [\gamma ]} 映到陪集 {\displaystyle P_{\gamma }\cdot \operatorname {Hol} ^{0}(\nabla ).}
- 若 M 單連通，則 {\displaystyle \operatorname {Hol} (\nabla )=\operatorname {Hol} ^{0}(\nabla ).}
- ∇ 為平（即曲率恆零）当且仅当 {\displaystyle \operatorname {Hol} ^{0}(\nabla )} 為平凡群。

在物理学中，威爾森迴圈是 tr(P)（特徵標理論的跡）。

### 主叢聯絡的和樂
主叢聯絡的和樂與向量叢相倣。設 G 為李群，P 為仿緊光滑流形 M 上的主 G 叢。設 ω 為 P 上的聯絡。給定 M 中一點 x, 以 x 為基點的分段光滑環圈 γ : [0,1] → M,  以及 x 纖維上一點 p, 該聯絡定義了唯一的水平提升 {\displaystyle {\tilde {\gamma }}:[0,1]\to P} 使得 {\displaystyle {\tilde {\gamma }}(0)=p.} 水平提升的終點 {\displaystyle {\tilde {\gamma }}(1)} 未必是 p, 因為其可為 x 纖維上的另一點 p·g. 若兩點 p 和 q 之間有分段光滑的水平提升路徑連接，則稱 p ~ q. 如此，~ 是 P 上的等價關係。
ω 以 p 為基點的和樂群定義為
{\displaystyle \operatorname {Hol} _{p}(\omega )=\{g\in G\mid p\sim p\cdot g\}.}
若在定義中僅允許可縮環圈 γ 的水平提升，則得到以 p 為基點的受限和樂群 {\displaystyle \operatorname {Hol} _{p}^{0}(\omega )}. 其為和樂群{\displaystyle \operatorname {Hol} _{p}(\omega )} 的子群。
若 M 和 P 皆連通，則不同基點 p 的和樂群僅在 G 互為共軛。更具體說，若 q 是另一個基點，則有唯一的 g ∈ G 使得 q ~ p·g. 於是，
{\displaystyle \operatorname {Hol} _{q}(\omega )=g^{-1}\operatorname {Hol} _{p}(\omega )g.}
特別地，
{\displaystyle \operatorname {Hol} _{p\cdot g}(\omega )=g^{-1}\operatorname {Hol} _{p}(\omega )g,}
再者，若 p ~ q, 則 {\displaystyle \operatorname {Hol} _{p}(\omega )=\operatorname {Hol} _{q}(\omega ).} 因此，有時可省略基點不寫，但須留意這會使得和樂群僅在共軛意義下有良好定義。
和樂群的若干性質包括：
- {\displaystyle \operatorname {Hol} _{p}^{0}(\omega )} 是 G 的連通李子群。
- {\displaystyle \operatorname {Hol} _{p}^{0}(\omega )} 是 {\displaystyle \operatorname {Hol} _{p}(\omega )} 的單位連通支（英语：identity component）。
- 存在自然的滿群同態{\displaystyle \pi _{1}(M)\to \operatorname {Hol} _{p}(\omega )/\operatorname {Hol} _{p}^{0}(\omega ).}
- 若 M 單連通，則 {\displaystyle \operatorname {Hol} _{p}(\omega )=\operatorname {Hol} _{p}^{0}(\omega ).}
- ω 為平（即曲率恆零）当且仅当 {\displaystyle \operatorname {Hol} _{p}^{0}(\omega )} 為平凡群。

### 和樂叢
同上，設 M 為連通仿緊流形，P 為其上的主 G 叢，ω 為 P 上的聯絡。設 p ∈ P 為主叢上的任意一點。以 H (p) 表示 P 中可與 p 用水平曲線相連的點的集合。則可證明 H (p) 連同其到 M 的投影也構成 M 上的主叢，且具有結構群 {\displaystyle \operatorname {Hol} _{p}(\omega )}（即 H (p) 是主 {\displaystyle \operatorname {Hol} _{p}(\omega )} 叢）。 此主叢稱為該聯絡 ω 經過 p 的和樂叢。ω 限制到 H (p) 上也是一個聯絡，因為其平行移動映射保持 H (p) 不變。故 H (p) 是該聯絡的約化主叢。此外，H (p) 任何真子叢都不被平行移動保持，所以其在該類約化主叢之中為最小。
與和樂群類似，和樂叢在環繞它的主叢 P 中等變。具體說，若 q ∈ P 是另一個基點，則有 g ∈ G 使得 q ~ p g（按假設，M 是路連通的）。故 H (q) = H (p) g. 於是，兩者在和樂叢上導出的聯絡是相容的，即：兩個聯絡的平行移動映射恰好相差了群元素 g.

### 單延拓群
和樂叢 H (p) 是主 {\displaystyle \operatorname {Hol} _{p}(\omega )} 叢，因此受限和樂群 {\displaystyle \operatorname {Hol} _{p}^{0}(\omega )}（作為全個和樂群的正規子群）也作用在 H (p) 上。離散群 {\displaystyle \operatorname {Hol} _{p}(\omega )/\operatorname {Hol} _{p}^{0}(\omega )} 稱為聯絡的單延拓群。其作用在商叢 {\displaystyle H(p)/\operatorname {Hol} _{p}^{0}(\omega )} 上。存在滿同態{\displaystyle \varphi :\pi _{1}\to \operatorname {Hol} _{p}(\omega )/\operatorname {Hol} _{p}^{0}(\omega ),} 使得 {\displaystyle \varphi (\pi _{1}(M))} 作用在 {\displaystyle H(p)/\operatorname {Hol} _{p}^{0}(\omega )} 上。基本群的這個群作用稱為基本群的單延拓表示。

### 局域及無窮小和樂
若 π: P → M 為主叢，ω 為 P 的聯絡，則 ω 的和樂可限制到 M 的開集的纖維上。若 U 為 M 的連通開集，則將 ω 限制到 U 上可得叢 π−1U 的聯絡。該叢的和樂群記為 {\displaystyle \operatorname {Hol} _{p}(\omega ,U),} 而受限和樂群則記為 {\displaystyle \operatorname {Hol} _{p}^{0}(\omega ,U),} 其中 p 為滿足 π(p) ∈ U 的點。
若 U ⊂ V 為包含 π(p) 的兩個開集，則有包含關係
{\displaystyle \operatorname {Hol} _{p}^{0}(\omega ,U)\subset \operatorname {Hol} _{p}^{0}(\omega ,V).}
p 點的局域和樂群定義為
{\displaystyle \operatorname {Hol} _{p}^{*}(\omega )=\bigcap _{k=1}^{\infty }\operatorname {Hol} _{p}^{0}(\omega ,U_{k}),}
其中 Uk 為任意一族滿足 {\displaystyle \bigcap _{k}U_{k}=\pi (p)} 的遞降（即 {\displaystyle U_{k}\subset U_{k+1}\ \forall k} ）連通開集。
局域和樂群有以下性質：
1. 其為受限和樂群 {\displaystyle \operatorname {Hol} _{p}^{0}(\omega )} 的連通李子群。
2. 每點 p 都有鄰域 V 使得 {\displaystyle \operatorname {Hol} _{p}^{*}(\omega )=\operatorname {Hol} _{p}^{0}(\omega ,V).} 局域和樂群僅取決於 p, 而非序列 Uk 的選取。
3. 局域和樂群在結構群 G 的作用下等變，即對任意 g ∈ G, {\displaystyle \operatorname {Hol} _{pg}^{*}(\omega )=\operatorname {Ad} (g^{-1})\operatorname {Hol} _{p}^{*}(\omega ).}（注意由性質 1,  局域和樂群是 G 的連通李子群，故伴隨 Ad 有定義。

局域和樂群不一定有全域的良好性質，例如流形的不同點上的局域和樂群不一定具有相同的維數。然而，有以下的定理：
- 若局域和樂群的維數恆定，則局域和樂群與受限和樂群相等，即{\displaystyle \operatorname {Hol} _{p}^{*}(\omega )=\operatorname {Hol} _{p}^{0}(\omega ).}

## 詞源
英文與「全純」（Holomorphic）相似，"Holomorphic"一詞由柯西的兩個學生夏爾·布里奧（1817–1882）和讓-克勞迪·波桂（1819–1895）引入，來自希臘文（holos）和（morphē），意思分別是「全」、「形態」。
""與""的前半（holos）一樣。至於後半：

非常難在網絡上找出（或）的詞源。我找到（鳴謝普林斯頓的約翰·康威）：
我相信潘索（Louis Poinsot）最早在他對剛體運動的分析用到它。這個理論中，若某種意義下，能夠從一個系統的局域資訊得悉其全局資訊，就叫一個和樂的 （""）系統，所以它的意思「整體法則」（""）很貼切。球在桌上滾動並不和樂，因為沿不同的路徑滾到同一點，可以使球的方向不同。然而，將「和樂」理解成「整體法則」恐怕有點過於簡化。希臘文的"nom"詞根有多層互相交織的意思，可能更多時解「數算」（counting）。它與我們的詞數字""來自同一個印歐詞根。

——S. Golwala

參見νόμος（nomos）和-nomy。

## 安布羅斯－辛格定理
安布羅斯－辛格定理（得名自Warren Ambrose and Isadore M. Singer （1953））描述主叢聯絡的和樂與該聯絡的曲率形式之間的關係。為理解此定理，先考慮較熟知的情況，如仿射联络、切叢聯絡（或其特例列維－奇維塔聯絡）。沿無窮小平行四邊形的邊界走一圈，就會感受到曲率。
引入更多細節，若{\displaystyle \sigma :[0,1]\times [0,1]\to M}是{\displaystyle M}中某曲面的坐標表示，則向量{\displaystyle V}可以沿{\displaystyle \sigma }的邊界平行移動，由原點出發，先沿{\displaystyle (x,0)}，再沿{\displaystyle (1,y)}，再{\displaystyle (x,1)}（{\displaystyle x}反方向，即由{\displaystyle 1}遞減至{\displaystyle 0}），最後{\displaystyle (0,y)}，回到原點。此為和樂環圈的特例，因為向量{\displaystyle V}沿該圈平行移動的結果，相當於{\displaystyle \sigma }邊界的提升，對應的和樂群元素，作用在{\displaystyle V}上。當平行四邊形縮至無窮小時（即沿更小的平行四邊形圈，對應{\displaystyle \sigma }坐標中的區域{\displaystyle [0,x]\times [0,y]}，而{\displaystyle x,y}趨向於{\displaystyle 0}），就會明確得到曲率。換言之，取平行移動映射於{\displaystyle x=y=0}處的導數：
{\displaystyle {\frac {D}{dx}}{\frac {D}{dy}}V-{\frac {D}{dy}}{\frac {D}{dx}}V=R\left({\frac {\partial \sigma }{\partial x}},{\frac {\partial \sigma }{\partial y}}\right)V}
其中{\displaystyle R}為曲率張量。所以，粗略而言，曲率給出閉環圈（無窮小平行四邊形）上的無窮小和樂。更嚴格地，曲率是和樂作用於和樂群單位元處的導數。換言之，{\displaystyle R(X,Y)}是{\displaystyle \operatorname {Hol} _{p}(\omega )}的李代數的元素。
一般來說，考慮結構群為{\displaystyle G}的主叢{\displaystyle P\to M}某聯絡的和樂。以{\displaystyle {\mathfrak {g}}}表示{\displaystyle G}的李代數，則聯絡的曲率形式是{\displaystyle P}上的{\displaystyle {\mathfrak {g}}}值2-形式{\displaystyle \Omega }。安布羅斯－辛格定理斷言：
{\displaystyle \operatorname {Hol} _{p}(\omega )}的李代數，是由{\displaystyle {\mathfrak {g}}}中所有形如{\displaystyle \Omega _{q}(X,Y)}的元素線性張成，其中{\displaystyle q}取遍所有可以用水平曲線{\displaystyle (q\sim p)}與{\displaystyle p}連接的點，而{\displaystyle X,Y}皆是{\displaystyle q}處的水平切向量。

亦可用和樂叢的說法，複述如下：
{\displaystyle \operatorname {Hol} _{p}(\omega )}的李代數，是{\displaystyle {\mathfrak {g}}}中形如{\displaystyle \Omega _{q}(X,Y)}的元素張成的線性子空間，其中{\displaystyle q}取遍{\displaystyle H(p)}的元素，而{\displaystyle X,Y}取遍{\displaystyle q}處的水平向量。

## 黎曼和樂

### 可約和樂與德拉姆分解
設{\displaystyle x\in M}為任意一點，則和樂群{\displaystyle \mathrm {Hol} (M)}作用在切空間{\displaystyle T_{x}M}上。視之為群的表示，則可能不可約，亦可能可約，即可以將{\displaystyle T_{x}M}分解成正交子空間的直和
{\displaystyle T_{x}M=T'_{x}M\oplus T''_{x}M,}
而兩個子空間皆在{\displaystyle \mathrm {Hol} (M)}作用下不變。此時亦稱{\displaystyle M}可約。
設{\displaystyle M}為可約流形。上式說明，在每一點{\displaystyle x}處，切空間可以約化分解成{\displaystyle T'_{x}M}和{\displaystyle T''_{x}M}，所以當{\displaystyle x}變動時，就定義出向量叢{\displaystyle T'M}和{\displaystyle T''M}，兩者皆光滑分佈，且是弗比尼斯可積。兩個分佈的積分流形皆為完全測地子流形，換言之，子流形的測地線皆為原流形的測地線。所以局部觀察{\displaystyle M}，是笛卡爾積{\displaystyle M'\times M''}。重複上述分解，直到切空間完全約化，則得到（局部）德拉姆同構：
設{\displaystyle M}為單連通黎曼流形，又設在和樂群的作用下，{\displaystyle TM=T^{(0)}M\oplus T^{(1)}M\oplus \cdots \oplus T^{(k)}M}為切叢的完全約化分解，而和樂群在{\displaystyle T^{(0)}M}上的作用平凡（恆等映射），則{\displaystyle M}局部等距同構於乘積
{\displaystyle V_{0}\times V_{1}\times \cdots \times V_{k},}
其中{\displaystyle V_{0}}是歐氏開集，而每個{\displaystyle V_{i}}是{\displaystyle T^{(i)}M}的積分流形。更甚者，{\displaystyle \mathrm {Hol} (M)}是{\displaystyle \mathrm {Hol} (M_{i})}的直積（{\displaystyle M_{i}}是{\displaystyle T^{(i)}}過某點的極大積分流形）。

若同時假設{\displaystyle M}測地完備（每點每個方向的測地線皆可無限延伸），則定理不僅局部成立，而是全域成立，且各{\displaystyle M_{i}}本身也是測地完備流形。

### 伯格分类
1955年，馬塞爾·伯格將不可約（並非局部等同積空間）、非對稱（並非局部地黎曼對稱）、單連通的黎曼流形，可能具有的和樂群，完全分類。伯格分類表如下：
| {\displaystyle \mathrm {Hol} (g)}                      | {\displaystyle \mathrm {dim} (M)} | 流形類型       | 備註         |
| ------------------------------------------------------ | --------------------------------- | -------------- | ------------ |
| 正交群{\displaystyle SO(n)}                            | {\displaystyle n}                 | 可定向流形     | —            |
| 酉群{\displaystyle U(n)}                               | {\displaystyle 2n}                | 凯勒流形       | 凱勒         |
| 特殊酉群{\displaystyle SU(n)}                          | {\displaystyle 2n}                | 卡拉比–丘流形  | 里奇平、凱勒 |
| 辛群{\displaystyle \mathrm {Sp} (n)}                   | {\displaystyle 4n}                | 超凱勒流形     | 里奇平、凱勒 |
| {\displaystyle \mathrm {Sp} (n)\cdot \mathrm {Sp} (1)} | {\displaystyle 4n}                | 四元數凱勒流形 | 愛因斯坦     |
| 例外單李群{\displaystyle G_{2}}                        | {\displaystyle 7}                 | G2流形         | 里奇平       |
| 旋量群{\displaystyle \mathrm {Spin} (7)}               | {\displaystyle 8}                 | Spin(7)流形    | 里奇平       |

1965年，愛德蒙·博南及同時研究和樂群為{\displaystyle \mathrm {Sp} (n)\cdot \mathrm {Sp} (1)}的流形，構造出其平行4形式。
愛德蒙·博南於1966年最早引入和樂群為{\displaystyle G_{2}}或{\displaystyle \mathrm {Spin} (7)}的流形，他構造出全部平行形式，並證明該些流形皆為里奇平。
伯格原先的表中，未排除{\displaystyle \mathrm {Spin} (9)}（作為{\displaystyle SO(16)}的子群）。後來，迪米特里·阿列克謝耶夫斯基（Dmitri V. Alekseevsky）一人，與布朗（Brown）、格雷（Gray）二人，分別證明具此和樂群的黎曼流形必然局部對稱，即與凱萊平面{\displaystyle F_{4}/\mathrm {Spin} (9)}局部等距同構，或局部平坦，故上表不列。上表列出的各可能，現已確實知道是某黎曼流形的和樂群。末尾兩個例外情況的流形最難發現，見{\displaystyle G_{2}}流形和{\displaystyle \mathrm {Spin} (7)}流形。
注意{\displaystyle \mathrm {Sp} (n)\subset SU(2n)\subset U(2n)\subset SO(4n)}，故超凱勒流形必為卡拉比－丘，卡拉比－丘流形必為凱勒，而凯勒流形必可定向。
以上看似奇怪的列表（伯格定理），可由西蒙斯（Simons）的證明解釋。另有一個簡單幾何證明，由卡洛斯·奧爾莫斯（Carlos E. Olmos）於2005年給出。第一步要證，若黎曼流形並非局部對稱空間，而約化和樂在切空間上的作用不可約，則遞移地作用在單位球面上。但已知有何種李群遞移作用於球面：上表所列各項，以及兩個額外情況，分別是{\displaystyle \mathrm {Spin} (9)}（作用於{\displaystyle \mathbb {R} ^{16}}），以及{\displaystyle U(1)\cdot \mathrm {Sp} (m)}（作用於{\displaystyle \mathbb {R} ^{4m}}）。最後，要驗證前者只能作為局部對稱空間（局部同構於的凱萊射影平面）的和樂群，而後者則根本不能作為和樂群出現。
伯格的原分類，尚有涵蓋非正定的偽黎曼度量，其給出非局部對稱和樂的可能列表為：
| 和樂群                                                   | 度量符號                |
| -------------------------------------------------------- | ----------------------- |
| {\displaystyle SO(p,q)}                                  | {\displaystyle (p,q)}   |
| {\displaystyle U(p,q)}                                   | {\displaystyle (2p,2q)} |
| {\displaystyle SU(p,q)}                                  | {\displaystyle (2p,2q)} |
| {\displaystyle \mathrm {Sp} (p,q)}                       | {\displaystyle (4p,4q)} |
| {\displaystyle \mathrm {Sp} (p,q)\cdot \mathrm {Sp} (1)} | {\displaystyle (4p,4q)} |
| {\displaystyle SO(n,\mathbb {C} )}                       | {\displaystyle (n,n)}   |
| {\displaystyle SO(n,\mathbb {H} )}                       | {\displaystyle (2n,2n)} |
| 分裂{\displaystyle G_{2}}                                | {\displaystyle (4,3)}   |
| {\displaystyle G_{2}(\mathbb {C} )}                      | {\displaystyle (7,7)}   |
| {\displaystyle \mathrm {Spin} (4,3)}                     | {\displaystyle (4,4)}   |
| {\displaystyle \mathrm {Spin} (7,\mathbb {C} )}          | {\displaystyle (7,7)}   |
| {\displaystyle (*)\ \mathrm {Spin} (5,4)}                | {\displaystyle (8,8)}   |
| {\displaystyle (*)\ \mathrm {Spin} (9,\mathbb {C} )}     | {\displaystyle (16,16)} |

但是，標{\displaystyle (*)}的兩種和樂群（分裂{\displaystyle \mathrm {Spin} (9)}及複化{\displaystyle \mathrm {Spin} (9)}），如同正定的情況，只能在局部對稱空間出現，故應予刪去。至於複化和樂群{\displaystyle SO(n,\mathbb {C} ),G_{2}(\mathbb {C} ),\mathrm {Spin} (7,\mathbb {C} )}三種，可以將實解析黎曼流形複化得到。而和樂群為{\displaystyle SO(n,\mathbb {H} )}子群的流形，R. McLean證明其為局部平。
對稱黎曼空間，因為局部與齊性空間{\displaystyle G/H}同構，其局部和樂群同構於{\displaystyle H}，經已分類完畢。
最後，伯格的論文亦有列舉僅得無撓仿射联络的流形的可能和樂群，見下節。

### 特殊和樂及旋量
一些流形具特殊的和樂，該性質亦可藉平行旋量是否存在來刻劃（平行旋量即協變導數為零的旋量場），尤其有以下各項命題成立：
- {\displaystyle \mathrm {Hol} (\omega )\subseteq U(n)}，當且僅當{\displaystyle M}上存在平行的射影純旋量場。
- 若{\displaystyle M}為旋量流形（英语：spin structure），則{\displaystyle \mathrm {Hol} (\omega )\subseteq SU(n)}，當且僅當{\displaystyle M}具有至少兩個線性獨立的平行純旋量場。事實上，平行純旋量場足以確定由結構群到{\displaystyle SU(n)}的典範歸約。
- 若{\displaystyle M}是七維旋量流形，則{\displaystyle M}具有非平凡平行旋量場，當且僅當和樂群是{\displaystyle G_{2}}的子群。
- 若{\displaystyle M}為八維旋量流形，則{\displaystyle M}具有非平凡平行旋量場，當且僅當和樂群是{\displaystyle \mathrm {Spin} (7)}的子群。

么正與特殊么正和樂經常連帶扭量理论、殆复流形一同研究。

### 應用

#### 弦論
具特殊和樂的黎曼流形，對弦論緊化很重要。原因是，特殊和樂流形上，存在共變常值（即平行）旋量，於是保一部分超对称。較重要的緊化是在具{\displaystyle SU(2)}或{\displaystyle SU(3)}和樂的卡拉比–丘流形上，以及{\displaystyle G_{2}}流形上。

#### 機器學習
在机器学习，尤其流形學習方面，曾有人提出，藉計算黎曼流形的和樂，得出數據流形的結構。由於和樂群包含數據流形的全域結構，其適用於判斷數據流形可能如何分解成子流形之積。由於取樣有限，無法完全準確計算出和樂群，但利用來自譜圖論的思想（類似向量擴散映射），有可能構造出數值近似。所得的算法「幾何流形分量估計量」（英語：Geometric Manifold Component Estimator，簡寫GeoManCEr「探地者」），能給出德拉姆分解的數值近似，並應用於現實數據。

## 仿射和樂
仿射和樂群（英語：affine holonomy groups），是無撓仿射联络的和樂群；其中一些不能作為（偽）黎曼和樂群出現，稱為非度量和樂群（英語：non-metric holonomy groups）。德拉姆分解定理不適用於仿射和樂群，所以離完成分類尚有很遠，但仍可以將不可約的仿射和樂分類。
伯格在證明黎曼和樂分類定理的過程中，發現對於非局部對稱的無撓仿射聯絡而言，和樂群的李代數必定符合兩個條件。伯格第一準則（英語：Berger's first criterion）是安布羅斯－辛格定理（即曲率張量生成和樂的李代數，見前節）的後果；而第二準則，來自聯絡非局部對稱的條件。伯格列舉了滿足此兩個準則，且作用不可約的群，可以視之為不可約仿射和樂群的可能情況表。
但伯格的列表，其後證實並未齊全。羅伯特·布萊恩特（1991）和Q. Chi、S. Merkulov、L. Schwachhöfer（1996）找到未在列表的例子，有時稱為「怪和樂」。努力搜索例子之後，最終由Merkulov和Schwachhöfer（1999年）完成不可約仿射和樂群的分類，而反方向的結果則由布萊恩特（2000年）證明，即列表上所有群皆確實能作為仿射和樂群。
觀察到表中的群和埃爾米特對稱空間、四元數凱勒對稱空間之間有聯繫之後，Merkulov–Schwachhöfer分類會變得更清晰。此種聯繫在複仿射和樂的情況尤其明確，見於Schwachhöfer（2001）。
設{\displaystyle V}為有限維複向量空間，{\displaystyle H\subseteq \mathrm {Aut} (V)}為不可約半單複連通李子群，又設{\displaystyle K\subseteq H}為極大緊子群。
1. 若有不可約埃爾米特對稱空間形如{\displaystyle G/(U(1)\cdot K)}，則{\displaystyle H}和{\displaystyle \mathbb {C} ^{*}\cdot H}兩者皆為非對稱不可約仿射和樂群，其中{\displaystyle V}為{\displaystyle K}的切表示。
2. 若有不可約四元數凱勒對稱空間形如{\displaystyle G/(\mathrm {Sp} (1)\cdot K)}，則{\displaystyle H}為非對稱不可約仿射和樂群，而當{\displaystyle \dim V=4}時，{\displaystyle \mathbb {C} ^{*}\cdot H}亦然。此時，{\displaystyle \mathrm {Sp} (1)\cdot K}的複化切表示是{\displaystyle \mathbb {C} ^{2}\otimes V}，而{\displaystyle H}保{\displaystyle V}上某個複辛形式。

上述兩族已涵蓋大部分非對稱不可約複仿射和樂群，例外僅有：
{\displaystyle {\begin{aligned}\mathrm {Sp} (2,\mathbb {C} )\cdot \mathrm {Sp} (2n,\mathbb {C} )&\subset \mathrm {Aut} \left(\mathbb {C} ^{2}\otimes \mathbb {C} ^{2n}\right),\\G_{2}(\mathbb {C} )&\subset \mathrm {Aut} \left(\mathbb {C} ^{7}\right),\\\mathrm {Spin} (7,\mathbb {C} )&\subset \mathrm {Aut} \left(\mathbb {C} ^{8}\right).\end{aligned}}}
利用埃爾米特對稱空間的分類，第一族的複仿射和樂群有：
{\displaystyle {\begin{aligned}Z_{\mathbb {C} }\cdot SL(m,\mathbf {C} )\cdot SL(n,\mathbf {C} )&\subset \mathrm {Aut} \left(\mathbb {C} ^{m}\otimes \mathbb {C} ^{n}\right),\\Z_{\mathbb {C} }\cdot SL(n,\mathbb {C} )&\subset \mathrm {Aut} \left(\wedge ^{2}\mathbb {C} ^{n}\right),\\Z_{\mathbb {C} }\cdot SL(n,\mathbb {C} )&\subset \mathrm {Aut} \left(S^{2}\mathbb {C} ^{n}\right),\\Z_{\mathbb {C} }\cdot SO(n,\mathbb {C} )&\subset \mathrm {Aut} \left(\mathbb {C} ^{n}\right),\\Z_{\mathbb {C} }\cdot \mathrm {Spin} (10,\mathbb {C} )&\subset \mathrm {Aut} \left(\Delta _{10}^{+}\right)\cong \mathrm {Aut} \left(\mathbb {C} ^{16}\right),\\Z_{\mathbb {C} }\cdot E_{6}(\mathbb {C} )&\subset \mathrm {Aut} \left(\mathbb {C} ^{27}\right),\end{aligned}}}
其中{\displaystyle Z_{\mathbb {C} }}可取平凡群，亦可取為{\displaystyle \mathbb {C} ^{*}}。
同樣，用四元數凱勒對稱空間的分類，第二族複辛和樂群有：
{\displaystyle {\begin{aligned}\mathrm {Sp} (2,\mathbb {C} )\cdot SO(n,\mathbb {C} )&\subset \mathrm {Aut} \left(\mathbb {C} ^{2}\otimes \mathbb {C} ^{n}\right),\\(Z_{\mathbb {C} }\,\cdot )\,\mathrm {Sp} (2n,\mathbb {C} )&\subset \mathrm {Aut} \left(\mathbb {C} ^{2n}\right),\\Z_{\mathbb {C} }\cdot SL(2,\mathbb {C} )&\subset \mathrm {Aut} \left(S^{3}\mathbb {C} ^{2}\right),\\\mathrm {Sp} (6,\mathbb {C} )&\subset \mathrm {Aut} \left(\wedge _{0}^{3}\mathbb {C} ^{6}\right)\cong \mathrm {Aut} \left(\mathbb {C} ^{14}\right),\\SL(6,\mathbb {C} )&\subset \mathrm {Aut} \left(\wedge ^{3}\mathbb {C} ^{6}\right),\\\mathrm {Spin} (12,\mathbb {C} )&\subset \mathrm {Aut} \left(\Delta _{12}^{+}\right)\cong \mathrm {Aut} \left(\mathbb {C} ^{32}\right),\\E_{7}(\mathbb {C} )&\subset \mathrm {Aut} \left(\mathbb {C} ^{56}\right).\\\end{aligned}}}
（第二行中，{\displaystyle Z_{\mathbb {C} }}必須取為平凡群，除非{\displaystyle n=2}，此時可取為{\displaystyle \mathbb {C} ^{*}}。）
從以上各列表，可以觀察出一個結論，類似西蒙斯斷言黎曼和樂群遞移作用於球面：複和樂表示皆為預齊性向量空間。但是，未知此事實的概念性證明。
不可約實仿射和樂的分類，用「實仿射和樂複化成複仿射和樂」此結論，結合上表，仔細分析便得。

## 脚注
1. ↑  . 樂詞網. 國家教育研究院 （中文（臺灣））.
2. ↑  Wu, Hongxi. . DSpace@MIT.   [2020-02-18]. （原始内容存档于2020-02-18）.
3. ↑  Kobayashi & Nomizu 1963，§II.7
4. ↑  Sharpe 1997，§3.7
5. ↑  Markushevich, A.I. 2005
6. ↑  Golwala 2007，第65–66頁
7. ↑  Spivak 1999，第241頁
8. ↑  Sternberg 1964，Theorem VII.1.2
9. ↑  Kobayashi & Nomizu 1963，Volume I, §II.8
10. ↑  Kobayashi & Nomizu，§IV.5
11. ↑  定理亦可推廣至非單連通流形，但敍述更複雜。
12. ↑  Kobayashi, Nomizu & §IV.6
13. ↑  Olmos, Carlos E.  [伯格和樂定理的幾何證明]. Annals of Mathematics. 2005, 161: 579–588. doi:10.4007/annals.2005.161.579 （英语）.
14. ↑  Bryant, Robert L. . Basse, Arthur L.  (编). . Séminaires & Congrès 1. 1996: 93–165  [2021-10-02]. ISBN 2-85629-047-7. （原始内容存档于2020-07-31） （英语）.
15. 1 2  Lawson & Michelsohn 1989，§IV.9–10
16. ↑  Baum 1991
17. ↑  Gubser, S., Gubser S.;  et al , 编, 
+Gubser, Steven S., , River Edge, NJ: World Scientific: 197–233, 2004, ISBN 978-981-238-788-2, arXiv:hep-th/0201114 .
18. ↑  Pfau, David; Higgins, Irina; Botev, Aleksandar; Racanière, Sébastien, , Advances in Neural Information Processing Systems, 2020, arXiv:2006.12982